# Бельэтаж (архитектура)

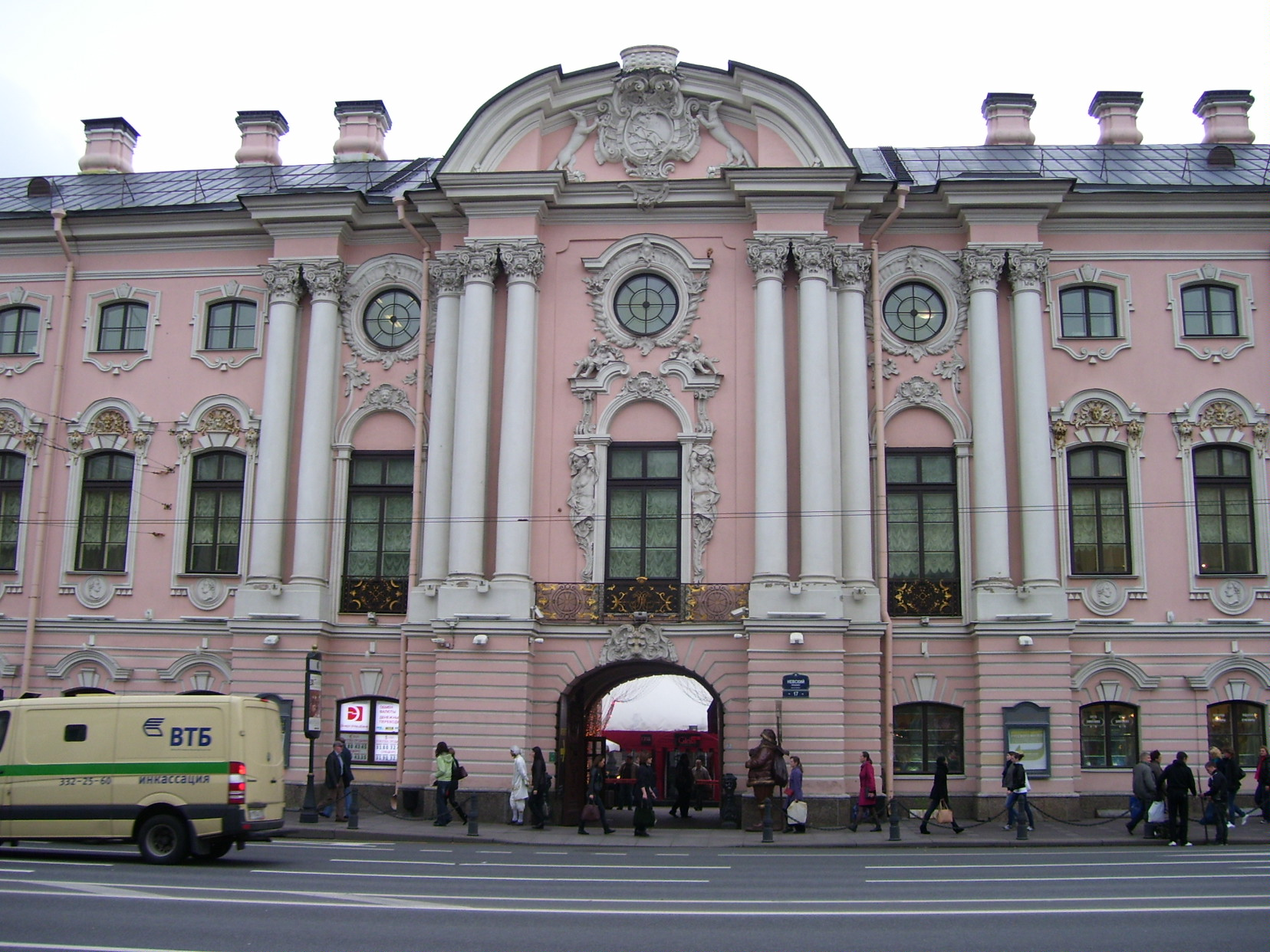
На фасаде Строгановского дворца бельэтаж выделен более крупными и богаче декорированными окнами

Бельэта́ж (фр. bel étage — «красивый, прекрасный этаж»), Бель-этаж (второй этаж) или пиано нобиле (итал. piano nobile — «великолепный этаж») в архитектуре барокко и классицизма — второй, после цокольного, этаж здания, на котором расположены парадные залы и комнаты. 
Бельэта́ж предназначен для приёма гостей и проведения торжественных мероприятий. На фасаде, как правило, выделяется высотой, размерами окон, декоративным оформлением. На бельэтаж может вести парадная лестница, расположенная в интерьере или снаружи здания.